# Jouy-sur-Eure
Jouy-sur-Eure – miejscowość i gmina we Francji, w regionie Normandia, w departamencie Eure.
Według danych na rok 1990 gminę zamieszkiwały 524 osoby, a gęstość zaludnienia wynosiła 53 osoby/km² (wśród 1421 gmin Górnej Normandii Jouy-sur-Eure plasuje się na 438 miejscu pod względem liczby ludności, natomiast pod względem powierzchni na miejscu 358).